# Lokogohoué
Lokogohoué est un arrondissement du département de Couffo au Bénin. Il s'agit d'une division administrative sous la juridiction de la commune de Dogbo.

## Administration
Ayomi fait partie des 07 arrondissements que compte la commune de Dogbo  dont: Dèvè, Honton, Lokogohoué, Madjrè, Ayomi, Tota, Totchagni. Cet arrondissement compte 07 villages,.

## Population
Selon le recensement général de la population et de l'habitation (RGPH4) de l'institut national de la statistique et de l'analyse économique (INSAE) au Bénin en 2013, la population de Lokogohoué s'élève à 10 102 habitants.
| Indicateur           | 2013   |
| -------------------- | ------ |
| Nombre de ménages    | 1 818  |
| Population féminine  | 5 196  |
| Population masculine | 4 906  |
| Population totale    | 10 102 |

## Galerie de photos

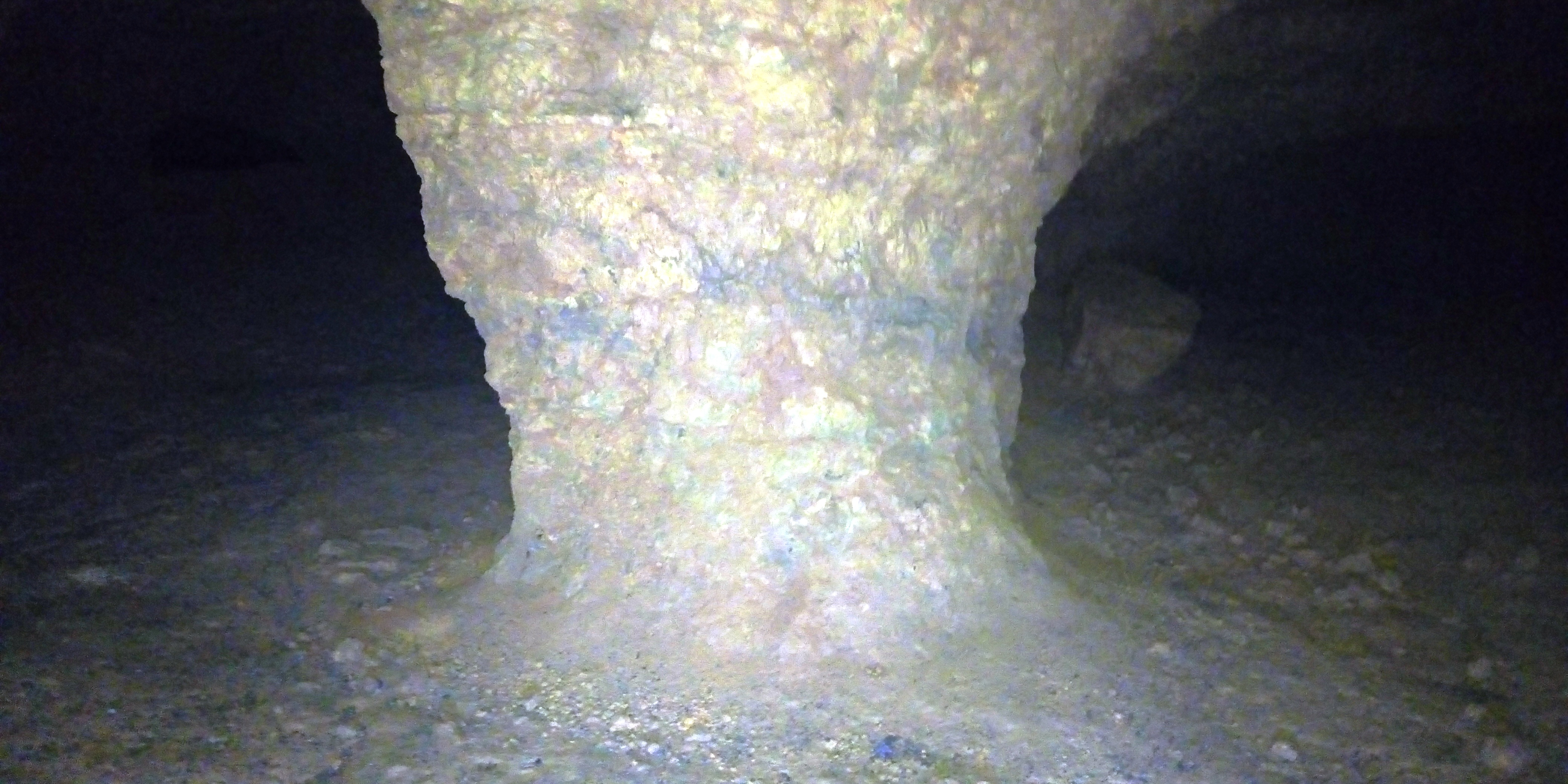
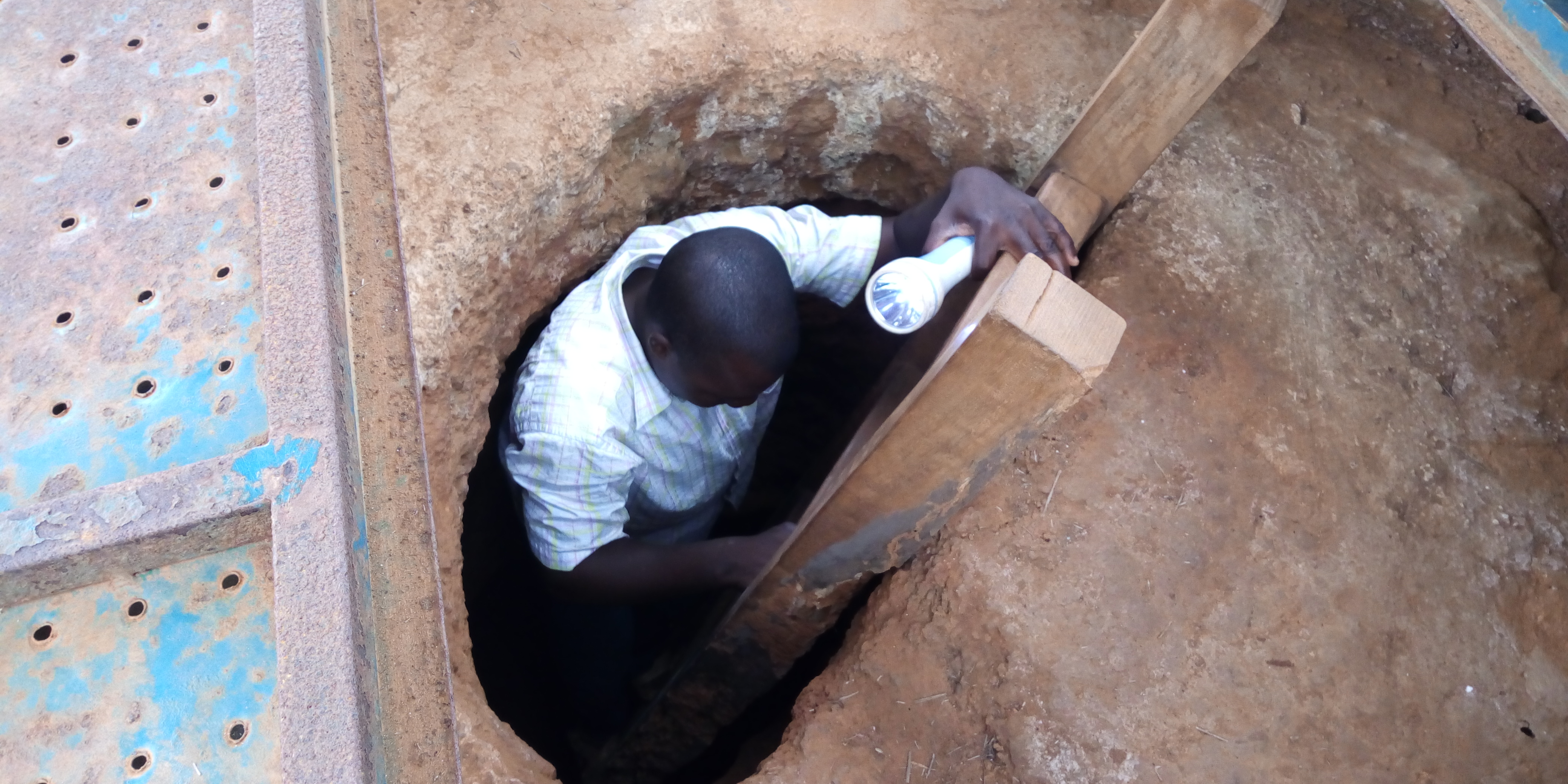